# انداروتنا
انداروتنا (به لاتین: Endarutenna) یک منطقهٔ مسکونی در سری‌لانکا است که در استان مرکزی (سری‌لانکا) واقع شده‌است.